# Нуннаторн
Ну́ннаторн (эст. Nunnatorn — башня Монахинь) — башня таллинской городской крепостной стены, памятник архитектуры XV века.

## История
Название башни связано с находившимся поблизости женским цистерцианским монастырём Святого Михаила. Крепостные укрепления на принадлежавших монастырю землях были возведены в 1310 году по указанию датского наместника И. Канне. Первоначально башня Нунна была консольной седлообразной формы и опиралась на арку (сходный вид имеет сохранившаяся до настоящего времени башня Сауна).
В середине XV века башня была полностью перестроена в трёхэтажное здание, нижнее помещение башни использовалось как склад, на втором этаже располагались бойцы, на третьем — метательные орудия. В башне имелись камин и консольная латрина. В начале XVI века башня была перекрыта крышей и приобрела современный вид.
Реставрационные работы городской крепостной стены были начаты в 1960-х годах. Тогда были приведены в порядок Кик-ин-де-Кёк, башня Кулдъяла и башня Нунна.